# Paracalanus indicus
Paracalanus indicus är en kräftdjursart som beskrevs av Wolfenden 1905. Paracalanus indicus ingår i släktet Paracalanus och familjen Paracalanidae. Inga underarter finns listade i Catalogue of Life.